# Guillaume Guillemot Du Plessis-Kerbodot
Guillaume Guillemot Du Plessis-Kerbodot, né Guillaume Guillemot, seigneur du fief de Kerbodot en Bretagne, gouverneur de Trois-Rivières à l'époque de la Nouvelle-France de 1651 à 1652. 

## Biographie
Le 2 janvier 1651 son nom est proposé au roi par la Compagnie des Cent-Associés, avec celui de Jean de Lauzon (père) et de Pierre Robineau de Bécancour, pour remplacer Louis d'Ailleboust de Coulonge comme gouverneur de la Nouvelle-France. Jean de Lauzon est choisi, mais Guillaume Guillemot Du Plessis-Kerbodot est nommé gouverneur de Trois-Rivières. Il succède ainsi au précédent gouverneur de Trois-Rivières, Jacques Leneuf de La Poterie. Il aura fort à faire pour défendre la cité de Trois-Rivières des attaques iroquoises. Il assurera la défense de la ville et tentera de se concilier avec les Amérindiens.
Le 19 août 1652, malgré les avertissements de nombreux colons de Trois-Rivières, il s'embarque sur le fleuve Saint-Laurent pour aller traquer les Iroquois, mais ces derniers l'attendent et lui tendent un piège dans lequel il sera tué avec son escorte. Pierre Boucher qui l'avait exhorté de ne point aller au devant des Iroquois en terrain inconnu, fut nommé gouverneur de Trois-Rivières en remplacement.

### Maurice Duplessis
Dans son livre paru en 1954, J. G. Shaw écrit que Maurice Duplessis, alors premier ministre du Québec, est un descendant du gouverneur Guillaume Guillemot Du Plessis-Kerbodot : « Un descendant du gouverneur dont il est question plus haut est aujourd'hui à la tête de la Province de Québec. »
Le gouverneur avait épousé à Paris en 1647 Étiennette Després. Ils eurent deux enfants, Anne, née vers 1648-1650, et François (date de naissance inconnue). La famille débarqua en Nouvelle-France le 13 octobre 1651. Le 17 septembre 1668, à Québec, Anne épousa Octave Zapaglia. Ils n'eurent pas d'enfant. Quant à François, il est encore à Québec en 1655. Il retourna en France et le 15 juillet 1669, à Vannes (Morbihan, Bretagne), il épousa Jeanne de LaCoudraye.
Quant à Maurice Duplessis, il descend de Jean-Baptiste Duplessis, un esclave amérindien de la tribu des Maskoutins, serviteur du marchand et noble Louis Gatineau Duplessis et Jeanne Lemoyne, dont il aurait pris le nom. Adopté par Louis Gatineau en 1714, cet Amérindien a été baptisé le 10 juin 1714 à Sainte-Anne-de-Détroit. Le 26 avril 1740, à Louiseville, il épousa Françoise Vacher dit Lacerte (vers 1720-1800).